# Agelena teteana
Agelena teteana là một loài nhện trong họ Agelenidae.
Loài này thuộc chi Agelena. Agelena teteana được Carl Friedrich Roewer miêu tả năm 1955.